# Janusz Kaczmarski (malarz)

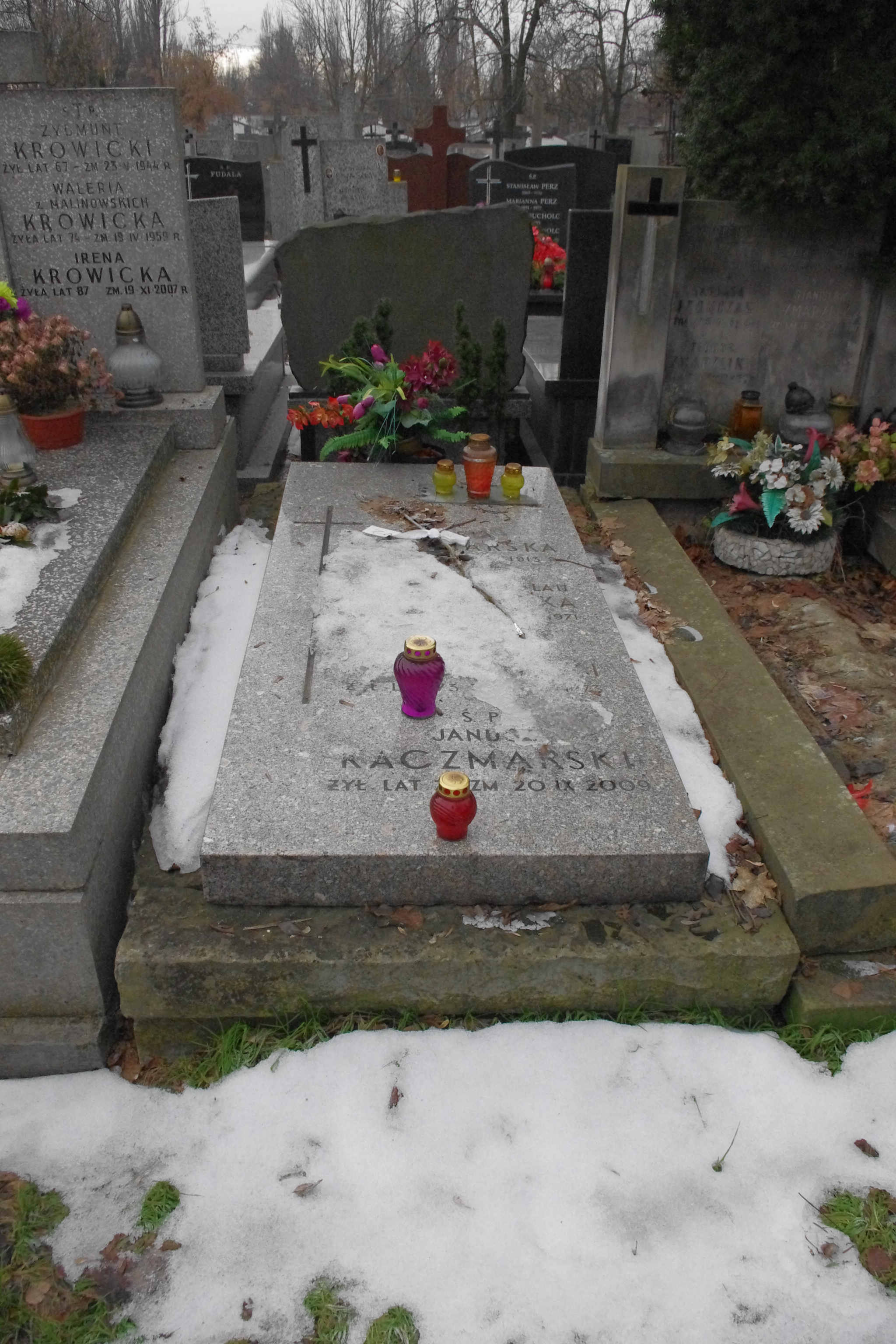
Grób Janusza Kaczmarskiego na cmentarzu Wolskim w Warszawie

Janusz Kaczmarski (ur. 24 lutego 1931 w Warszawie, zm. 20 września 2009 tamże) – polski malarz i pedagog, profesor sztuk plastycznych, wieloletni prezes Związku Polskich Artystów Plastyków. Ojciec poety i piosenkarza Jacka Kaczmarskiego, mąż Anny Trojanowskiej-Kaczmarskiej, malarki i teoretyka sztuki, brat śpiewaczki Bogny Sokorskiej. Autor realistycznych przedstawień wnętrz pracowni, martwych natur, autoportretów i studiów postaci. Jego malarstwo ma charakter prywatnych i medytacyjnych studiów nad kolorem, przestrzenią i światłem.

## Życiorys

### Rodzina
Rodzicami Janusza Kaczmarskiego byli Janina z domu Strejlau i Bolesław Kaczmarski (ułan I Pułku Krechowieckiego, tokarz w Wytwórni Maszyn Precyzyjnych Avia). Jego siostra Bogumiła (później Bogna Sokorska), żona pianisty i kompozytora Jerzego Sokorskiego, była śpiewaczką operową, sopranem koloraturowym. Z kolei pierwsza żona artysty, Anna Trojanowska–Kaczmarska była malarką, pedagogiem i teoretyczką sztuki. Ich synem był Jacek Kaczmarski, poeta, prozaik i pieśniarz opozycyjny. Jego druga żona, Joanna Stasiak jest malarką, pedagogiem i organizatorem życia kulturalnego.

### Studia
W latach 1949–1950 studiował malarstwo na Akademii Sztuk Pięknych w Warszawie, w pracowni Stanisława Szczepańskiego, kolorysty i teoretyka sztuki. Następnie wyjechał na studia malarskie do Leningradu, gdzie w latach 1950–1952 uczył się na tamtejszej Akademii Sztuk Pięknych w pracowni Eleny Tabakowej. Studia kontynuował w Kijowie, w latach 1952–1956 uczęszczał do pracowni Tatiany Jablonskiej, dyplom uzyskał w Kijowskim Instytucie Sztuk Pięknych w 1956, w pracowni Aleksieja Szowkunienki.

### Po powrocie do Polski
Początkowo wystawiał z grupą malarzy „Powiśle”, a następnie od 1962 do 1976 z Grupą Malarzy Realistów. W latach 1964–1970 pisał recenzje dla „Przeglądu Artystycznego”, w tym w latach 1966–1969 recenzje z wystaw do rubryki „Przegląd Galerii Warszawskich”. Jego pierwsza recenzja była poświęcona pośmiertnej wystawie Zbigniewa Tymoszewskiego („Przegląd Artystyczny” 1964 nr 1, s.48). W latach 1972–1973 był redaktorem naczelnym „Polish Art Review” – kwartalnika poświęconego sztuce polskiej.

### Działalność społeczna
W 1966 został wybrany przewodniczącym sekcji malarskiej Związku Polskich Artystów Plastyków, funkcję tę sprawował do 1972. W latach 1972–1980 był trzykrotnie wybierany na stanowisko prezesa Zarządu Głównego ZPAP. Od 1972 należał do Międzynarodowego Stowarzyszenia Sztuk Plastycznych (AIAP). Po wprowadzeniu stanu wojennego uczestniczył w organizowaniu niezależnego ruchu wystawienniczego. W latach 1981–1987 bojkotował oficjalną kulturę, wystawiając jedynie w Muzeum Archidiecezji Warszawskiej i za granicą. W grudniu 1989 krótko sprawował funkcję dyrektora Departamentu Plastyki na początku kadencji minister Izabelli Cywińskiej. Członek Rady Plastyki przy ministrze Kultury i Sztuki. Był uczestnikiem wielu wystaw zbiorowych, ogólnopolskich, tematycznych, festiwalowych oraz prezentacji sztuki polskiej za granicą. Jego prace znajdują się w zbiorach muzeów narodowych i okręgowych w Polsce, muzeum w Damaszku, Hawanie oraz w licznych kolekcjach prywatnych.

### Praca pedagogiczna
W latach 1977–1978 uczył malarstwa w Dreźnie, w Hochschule für Bildende Künste. W latach 1978–1982 prowadził pracownię malarstwa na Wydziale Projektowania Wnętrz w Państwowej Szkole Sztuk Plastycznych we Wrocławiu. Od 1981 do 1992 uczył na Uniwersytecie Mikołaja Kopernika w Toruniu, w latach 1984–1991 sprawował tam funkcję kierownika Zakładu Malarstwa Instytutu Artystyczno-Pedagogicznego, w 1989–1991 był dyrektorem Instytutu. W 1990 otrzymał tytuł profesora nadzwyczajnego. Od 1991 prowadził pracownię malarstwa w Wyższej Szkole Pedagogicznej w Olsztynie, od 1996 sprawował funkcję Kierownika Zakładu Malarstwa. W 1999 doktorat pod jego kierunkiem uzyskał Marek Szczęsny. W 2001 przeszedł na emeryturę.
Zmarł 20 września 2009, pochowany został na cmentarzu Wolskim w Warszawie.

### Twórczość
Twórczość Janusza Kaczmarskiego jest zjawiskiem osobnym na tle współczesnego polskiego malarstwa. Wpłynęły na to do pewnego stopnia  studia na Akademii w Leningradzie i w Kijowie. W opozycji do realizmu socjalistycznego jakiego tam uczono, odniesieniem dla jego malarstwa stała się przede wszystkim sztuka dawna, w dążeniu do dociekliwości obserwacji i pogłębianiu relacji tematu i formy.
Ze studiów wynikły jego umiejętności warsztatowe, np. znaczenie w jego malarstwie przestrzennie potraktowanego rysunku. W czasie studiów Kaczmarski opanował umiejętność budowania wielopostaciowych obrazów tematycznych i wykorzystywał to w pierwszych latach po studiach, malując po powrocie do kraju kompozycje na zamówienia publiczne i na konkursy (”Łanięty”(1959), „Strajk szkolny 1905”(1960), „Hiszpania 1938” (1961)). Jednocześnie poszukiwał indywidualnej formuły dla swojego malarstwa. Pierwsze jego  prace malowane po studiach, pejzaże miejskie, widoki dachów i kominów oglądanych z okien pracowni, noszą ślady fascynacji sposobem budowania obrazów przez Cézanne’a („Dachy starej Warszawy”, „Noc”). W latach 1968–70 powstał cykl szkiców i obrazów „Droga”, nawiązujących do twórczości Andrzeja Wróblewskiego. 
Od 1969 do 1971 pracował nad serią obrazów w ciemnej tonacji, z użyciem zwierzęcych czaszek („Czerepy”). W tym samym czasie rozpoczął malowanie wnętrz pracowni wypełnionych „rekwizytami codzienności”, ten rodzaj przedstawień stał się motywem przewodnim jego dalszej twórczości. Od 1976 ze zmianą pracowni wiązało się wprowadzenie chłodnej, niemal monochromatycznej kolorystyki, powstawały obrazy pustych wnętrz z nielicznymi przedmiotami. W trakcie pobytu w Dreźnie w jego twórczości pojawiły się nowe motywy, zestawiane antyczne gipsowe rzeźby ze współczesnymi rekwizytami – hełmem, globusem, ubraniem. Te obrazy autor sam nazywał „białymi” albo „klasycyzującymi” (Niobe”, tryptyk „Poloty”, „Wnętrze z torsem i kulą”). Od 1980 malował cykl obrazów „Okno”, fragment wnętrza pracowni w różnym oświetleniu, w rozmaitych porach dnia ze sztalugami, parasolem, przewróconym krzesłem, zasłoniętym oknem. W okresie 1981–83 powstało kilka obrazów o charakterze otwarcie politycznym. Znamienne są dwie kompozycje: „Strajk wg Stanisława Lentza w stulecie Polskiego Ruchu Robotniczego” z 1983, oraz szkice do tematu „Aresztowani” z aktem chłopca i zomowcami. 
Do tej grupy trzeba zaliczyć serię martwych natur z czaszkami w hełmach nawiązujących do tradycyjnych przedstawień „memento mori” namalowanych jako komentarz do groteskowej i przerażającej rzeczywistości stanu wojennego („Czaszka w hełmie”, „Tryptyk bez tytułu” 1982). Jest autorem portretu Jerzego Popiełuszki (1984). Od połowy lat 80. w malarstwie Kaczmarskiego pojawiła się nowa paleta soczystych, czystych barw, początkowo w martwych naturach, następnie w przedstawieniach wnętrz i studiach postaci. Powstała seria autoportretów z podwójnym odbiciem (1985–87), studia modelki i manekina. Kaczmarski jest autorem wielu rysunków z których wyróżniają się jego studia portretowe, autoportretowe i pejzaże.
Prace Janusza Kaczmarskiego znajdują się między innymi w zbiorach: 
- Muzeum Narodowego w Warszawie[9]
- Narodowej Galerii Sztuki Zachęta[10]
- Muzeum Archidiecezji Warszawskiej
- Muzeum Niepodległości w Warszawie
- Muzeum Okręgowego im. Leona Wyczółkowskiego w Bydgoszczy
- Muzeum Warmii i Mazur w Olsztynie
- Muzeum Narodowego w Szczecinie

## Ważniejsze wystawy indywidualne
- 1966 – Kulturhaus Hans Marchwitz, Poczdam
- 1967 – Galerie Jean Camion, Paryż
- 1977 – Galeria „Wystawy na Pięknej”, Warszawa
- 1978 – Societe des Beaux-Arts, Bienne
- 1980 – Dresdner Schloss, Pretiosensaal, Drezno,
- 1980 – Galeria BWA, Kraków,
- 1988 – Galeria w Teatrze Powszechnym, Warszawa
- 1993 – Galeria „Zachęta” – Mały Salon, Warszawa,
- 2000 – Krypta u Pijarów, Galeria In Spe, Kraków
- 2006 – Galeria Test, Warszawa
- 2007 – Muzeum Polskie, Rapperswil; Palais des Nations, Genewa
- 2008 – Akademia Sztuk Pięknych, Wrocław, BWA Olsztyn
- 2009 – Muzeum Leona Wyczółkowskiego, Bydgoszcz

## Wyróżnienia i nagrody
- 1961 – I nagroda (ex aequo) w konkursie „Lenin i Polska”, Warszawa.
- 1964 – Wyróżnienie w konkursie „Człowiek i praca w Polsce Ludowej”, Warszawa.
- 1964 – Srebrna Odznaka Honorowa miasta Warszawy.
- 1965 – Nagroda na wystawie malarstwa w XX-lecie PRL (wszystkie nagrody równorzędne), Warszawa.
- 1970 – Zasłużony Działacz Kultury.
- 1974 – Wyróżnienie w konkursie „Bielska Jesień”, Bielsko-Biała.
- 1974 – Krzyż Kawalerski Orderu Odrodzenia Polski.
- 1974/1975 – III nagroda w II-gim Ogólnopolskim Konkursie im. Spychalskiego, Poznań.
- 1975 – III nagroda na wystawie w XXX rocznicę zwycięstwa nad faszyzmem, Warszawa.
- 1977 – Dyplom Uznania Ministra Spraw Zagranicznych za wybitne zasługi w popularyzowaniu kultury polskiej za granicą.
- 1977 – Złota Odznaka ZPAP.
- 1979 - Dyplom honorowy Związku Artystów Plastyków ZSRR[11].
- 1996 – List gratulacyjny Ministra Kultury i Sztuki z okazji 40-lecia pracy twórczej i 65 rocznicy urodzin.
- 1991 – Nagroda II stopnia Rektora Uniwersytetu M. Kopernika w Toruniu za osiągnięcia organizatorskie i dydaktyczne w latach 1990–1991.